# Beffrois de Belgique et de France
Les beffrois de Belgique et de France sont cinquante-six beffrois inscrits en Belgique et en France sur la liste du patrimoine mondial de l'UNESCO.

## Description
Ce patrimoine est composé des 32 « beffrois de Flandre et de Wallonie » (Belgique) inscrits en 1999, auxquels l'UNESCO ajoute, en 2005, 23 beffrois des Hauts-de-France, à l'époque le Nord-Pas-de-Calais et la Picardie (France), ainsi qu'un 33e beffroi belge, celui de Gembloux. Ce groupe est désormais nommé « beffrois de Belgique et de France ».
Les critères qui ont déterminé leur inscription sont les suivants :
- les beffrois de Belgique sont des exemples exceptionnels d’une forme d’architecture urbaine adaptée aux exigences politiques et spirituelles de leur temps;
- les beffrois de Belgique représentent au Moyen Âge l'indépendance nouvellement acquise des villes et communes face au régime féodal.

Il est à remarquer qu'il n'existe pas de beffroi dans le sud-est de la Belgique. En effet, en ces territoires sous l'Ancien Régime, le pouvoir était ecclésiastique (principauté-évêché de Liège et principauté abbatiale de Stavelot-Malmedy), et le symbole des libertés communales était le perron plutôt que le beffroi.
Le beffroi de Valenciennes, quant à lui, s'est effondré en 1843.
Les beffrois classés au patrimoine mondial en Picardie se situent tous dans la Somme. Il existe par ailleurs cependant un petit beffroi dans le département de l'Aisne, à Crécy-sur-Serre.
L'hôtel de ville de Bruxelles et sa tour, parfois surnommé beffroi, sont également inscrits au patrimoine mondial depuis 1998 au sein du bien intitulé « La Grand-Place de Bruxelles ». Bruxelles avait un véritable beffroi plus ancien qui par contre s'est effondré en 1714.

## Carte

Carte des beffrois de Belgique et de France inscrits au patrimoine mondial de l'UNESCO

## Liste
| Beffroi                                               | Pays     | Commune          | Département/Province (Région)                     | Année | Coordonnées                      | Illustration |
| ----------------------------------------------------- | -------- | ---------------- | ------------------------------------------------- | ----- | -------------------------------- | ------------ |
| Hôtel de ville de Binche                              | Belgique | Binche           | Province de Hainaut (Région wallonne)             | 1999  | 50° 24′ 39″ nord, 4° 09′ 56″ est |              |
| Beffroi de l'hôtel de ville de Charleroi              | Belgique | Charleroi        | Province de Hainaut (Région wallonne)             | 1999  | 50° 24′ 45″ nord, 4° 26′ 38″ est |              |
| Beffroi de Mons                                       | Belgique | Mons             | Province de Hainaut (Région wallonne)             | 1999  | 50° 27′ 15″ nord, 3° 57′ 00″ est |              |
| Beffroi de Tournai                                    | Belgique | Tournai          | Province de Hainaut (Région wallonne)             | 1999  | 50° 36′ 21″ nord, 3° 23′ 17″ est |              |
| Beffroi de Thuin                                      | Belgique | Thuin            | Province de Hainaut (Région wallonne)             | 1999  | 50° 20′ 23″ nord, 4° 17′ 15″ est |              |
| Beffroi de Gembloux                                   | Belgique | Gembloux         | Province de Namur (Région wallonne)               | 2005  | 50° 33′ 39″ nord, 4° 41′ 35″ est |              |
| Beffroi de Namur                                      | Belgique | Namur            | Province de Namur (Région wallonne)               | 1999  | 50° 27′ 50″ nord, 4° 52′ 01″ est |              |
| Cathédrale Notre-Dame d'Anvers                        | Belgique | Anvers           | Province d'Anvers (Région flamande)               | 1999  | 51° 13′ 14″ nord, 4° 24′ 02″ est |              |
| Hôtel de ville d'Anvers                               | Belgique | Anvers           | Province d'Anvers (Région flamande)               | 1999  | 51° 13′ 17″ nord, 4° 23′ 51″ est |              |
| Beffroi de Herentals                                  | Belgique | Herentals        | Province d'Anvers (Région flamande)               | 1999  | 51° 10′ 37″ nord, 4° 50′ 11″ est |              |
| Maison communale et beffroi de Lierre                 | Belgique | Lierre           | Province d'Anvers (Région flamande)               | 1999  | 51° 07′ 52″ nord, 4° 34′ 12″ est |              |
| Ancienne halle avec beffroi de Malines                | Belgique | Malines          | Province d'Anvers (Région flamande)               | 1999  | 51° 01′ 41″ nord, 4° 28′ 53″ est |              |
| Tour de Saint-Rombaut                                 | Belgique | Malines          | Province d'Anvers (Région flamande)               | 1999  | 51° 01′ 44″ nord, 4° 28′ 42″ est |              |
| Beffroi et halle de Bruges                            | Belgique | Bruges           | Province de Flandre-Occidentale (Région flamande) | 1999  | 51° 12′ 30″ nord, 3° 13′ 29″ est |              |
| Beffroi de Courtrai                                   | Belgique | Courtrai         | Province de Flandre-Occidentale (Région flamande) | 1999  | 50° 49′ 39″ nord, 3° 15′ 56″ est |              |
| Hôtel de ville et beffroi de Dixmude                  | Belgique | Dixmude          | Province de Flandre-Occidentale (Région flamande) | 1999  | 51° 02′ 01″ nord, 2° 51′ 52″ est |              |
| Beffroi de Furnes                                     | Belgique | Furnes           | Province de Flandre-Occidentale (Région flamande) | 1999  | 51° 04′ 22″ nord, 2° 39′ 42″ est |              |
| Beffroi de Lo                                         | Belgique | Lo-Reninge       | Province de Flandre-Occidentale (Région flamande) | 1999  | 50° 58′ 50″ nord, 2° 44′ 58″ est |              |
| Beffroi et Hôtel de ville de Menin                    | Belgique | Menin            | Province de Flandre-Occidentale (Région flamande) | 1999  | 50° 47′ 46″ nord, 3° 07′ 14″ est |              |
| Halle communale et beffroi de Nieuport                | Belgique | Nieuport         | Province de Flandre-Occidentale (Région flamande) | 1999  | 51° 07′ 45″ nord, 2° 45′ 08″ est |              |
| Hôtel de ville, halle communale et beffroi de Roulers | Belgique | Roulers          | Province de Flandre-Occidentale (Région flamande) | 1999  | 50° 56′ 41″ nord, 3° 07′ 28″ est |              |
| Beffroi de Tielt                                      | Belgique | Tielt            | Province de Flandre-Occidentale (Région flamande) | 1999  | 51° 00′ 02″ nord, 3° 19′ 37″ est |              |
| Beffroi et halle aux draps d'Ypres                    | Belgique | Ypres            | Province de Flandre-Occidentale (Région flamande) | 1999  | 50° 51′ 04″ nord, 2° 53′ 08″ est |              |
| Beffroi et maison échevinale d'Alost                  | Belgique | Alost            | Province de Flandre-Orientale (Région flamande)   | 1999  | 50° 56′ 19″ nord, 4° 02′ 19″ est |              |
| Hôtel de ville et beffroi à Audenarde                 | Belgique | Audenarde        | Province de Flandre-Orientale (Région flamande)   | 1999  | 50° 50′ 38″ nord, 3° 36′ 14″ est |              |
| Beffroi d'Eeklo                                       | Belgique | Eeklo            | Province de Flandre-Orientale (Région flamande)   | 1999  | 51° 11′ 05″ nord, 3° 33′ 59″ est |              |
| Beffroi, halle aux draps et ancienne prison de Gand   | Belgique | Gand             | Province de Flandre-Orientale (Région flamande)   | 1999  | 51° 03′ 13″ nord, 3° 43′ 29″ est |              |
| Hôtel de ville et beffroi de Termonde                 | Belgique | Termonde         | Province de Flandre-Orientale (Région flamande)   | 1999  | 51° 01′ 52″ nord, 4° 05′ 55″ est |              |
| Église Saint-Léonard de Léau                          | Belgique | Léau             | Province de Brabant-Flamand (Région flamande)     | 1999  | 50° 50′ 00″ nord, 5° 06′ 11″ est |              |
| Église Saint-Pierre et beffroi de Louvain             | Belgique | Louvain          | Province de Brabant-Flamand (Région flamande)     | 1999  | 50° 52′ 47″ nord, 4° 42′ 03″ est |              |
| Église Saint-Germain et tour communale de Tirlemont   | Belgique | Tirlemont        | Province de Brabant-Flamand (Région flamande)     | 1999  | 50° 48′ 21″ nord, 4° 56′ 20″ est |              |
| Beffroi de Saint-Trond                                | Belgique | Saint-Trond      | Province de Limbourg (Région flamande)            | 1999  | 50° 48′ 56″ nord, 5° 11′ 10″ est |              |
| Basilique Notre-Dame et tour communale à Tongres      | Belgique | Tongres          | Province de Limbourg (Région flamande)            | 1999  | 50° 46′ 51″ nord, 5° 27′ 52″ est |              |
| Beffroi de l'hôtel de ville d'Armentières             | France   | Armentières      | Nord (Hauts-de-France)                            | 2005  | 50° 41′ 12″ nord, 2° 52′ 57″ est |              |
| Beffroi de Bailleul                                   | France   | Bailleul         | Nord (Hauts-de-France)                            | 2005  | 50° 44′ 23″ nord, 2° 44′ 04″ est |              |
| Beffroi de Bergues                                    | France   | Bergues          | Nord (Hauts-de-France)                            | 2005  | 50° 58′ 05″ nord, 2° 25′ 58″ est |              |
| Beffroi de Cambrai                                    | France   | Cambrai          | Nord (Hauts-de-France)                            | 2005  | 50° 10′ 28″ nord, 3° 13′ 57″ est |              |
| Beffroi de l'hôtel de ville de Comines                | France   | Comines          | Nord (Hauts-de-France)                            | 2005  | 50° 45′ 56″ nord, 3° 00′ 23″ est |              |
| Beffroi de Douai                                      | France   | Douai            | Nord (Hauts-de-France)                            | 2005  | 50° 22′ 04″ nord, 3° 04′ 51″ est |              |
| Beffroi de l'hôtel de ville de Dunkerque              | France   | Dunkerque        | Nord (Hauts-de-France)                            | 2005  | 51° 02′ 16″ nord, 2° 22′ 36″ est |              |
| Beffroi de Saint-Éloi de Dunkerque                    | France   | Dunkerque        | Nord (Hauts-de-France)                            | 2005  | 51° 02′ 09″ nord, 2° 22′ 34″ est |              |
| Beffroi de Gravelines                                 | France   | Gravelines       | Nord (Hauts-de-France)                            | 2005  | 50° 59′ 13″ nord, 2° 07′ 34″ est |              |
| Beffroi de Lille                                      | France   | Lille            | Nord (Hauts-de-France)                            | 2005  | 50° 37′ 50″ nord, 3° 04′ 11″ est |              |
| Beffroi de Loos                                       | France   | Loos             | Nord (Hauts-de-France)                            | 2005  | 50° 36′ 54″ nord, 3° 00′ 53″ est |              |
| Beffroi d'Aire-sur-la-Lys                             | France   | Aire-sur-la-Lys  | Pas-de-Calais (Hauts-de-France)                   | 2005  | 50° 38′ 19″ nord, 2° 23′ 48″ est |              |
| Beffroi d'Arras                                       | France   | Arras            | Pas-de-Calais (Hauts-de-France)                   | 2005  | 50° 17′ 28″ nord, 2° 46′ 38″ est |              |
| Beffroi de Béthune                                    | France   | Béthune          | Pas-de-Calais (Hauts-de-France)                   | 2005  | 50° 31′ 52″ nord, 2° 38′ 21″ est |              |
| Beffroi de Boulogne-sur-Mer                           | France   | Boulogne-sur-Mer | Pas-de-Calais (Hauts-de-France)                   | 2005  | 50° 43′ 30″ nord, 1° 36′ 47″ est |              |
| Beffroi de l'hôtel de ville de Calais                 | France   | Calais           | Pas-de-Calais (Hauts-de-France)                   | 2005  | 50° 57′ 11″ nord, 1° 51′ 15″ est |              |
| Beffroi d'Hesdin                                      | France   | Hesdin           | Pas-de-Calais (Hauts-de-France)                   | 2005  | 50° 22′ 23″ nord, 2° 02′ 11″ est |              |
| Beffroi d'Abbeville                                   | France   | Abbeville        | Somme (Hauts-de-France)                           | 2005  | 50° 06′ 13″ nord, 1° 49′ 59″ est |              |
| Beffroi d'Amiens                                      | France   | Amiens           | Somme (Hauts-de-France)                           | 2005  | 49° 53′ 31″ nord, 2° 17′ 46″ est |              |
| Beffroi de Doullens                                   | France   | Doullens         | Somme (Hauts-de-France)                           | 2005  | 50° 09′ 14″ nord, 2° 20′ 29″ est |              |
| Beffroi de Lucheux                                    | France   | Lucheux          | Somme (Hauts-de-France)                           | 2005  | 50° 11′ 38″ nord, 2° 24′ 40″ est |              |
| Beffroi de Rue                                        | France   | Rue              | Somme (Hauts-de-France)                           | 2005  | 50° 16′ 11″ nord, 1° 40′ 07″ est |              |
| Beffroi de Saint-Riquier                              | France   | Saint-Riquier    | Somme (Hauts-de-France)                           | 2005  | 50° 07′ 40″ nord, 1° 56′ 59″ est |              |